# Wikiwijs
Wikiwijs is een platform waar docenten lesmateriaal kunnen creëren, maken, vinden, bekijken en downloaden. Wikiwijs is gestart door Kennisnet en Open Universiteit Nederland in opdracht van het ministerie van Onderwijs, Cultuur en Wetenschap (OCW). Inmiddels is alleen Kennisnet eigenaar van Wikiwijs. Wikiwijs is gebaseerd op open content, open source en open standaarden.
Minister Ronald Plasterk van OCW maakte in december 2008 zijn plannen voor Wikiwijs bekend. Een jaar later, op 14 december, ging de eerste proefversie van start. In deze proefversie werden nog geregeld verbeteringen doorgevoerd. De definitieve versie was klaar aan het begin van het schooljaar 2010/2011. Op 1 september 2010 is Wikiwijs volledig online gegaan.
Doelgroep van Wikiwijs zijn docenten uit het gehele Nederlandse onderwijs, van basisonderwijs tot universiteit. In de proeffase zijn enkel lesmaterialen beschikbaar voor basisonderwijs, voortgezet onderwijs, speciaal onderwijs en beroepsonderwijs. In de definitieve versie zal ook materiaal voor hbo en universiteit beschikbaar zijn. Voor de initiële ontwikkeling van Wikiwijs was € 4,4 miljoen euro subsidie toegekend vanuit het Fonds Economische Structuurversterking.

## Principe
Het Wikiwijsplatform biedt de mogelijkheid voor docenten om gezamenlijk lesmateriaal uit te werken, aan te scherpen, te verbeteren, aan te vullen en te actualiseren. Waar Wikipedia gebaseerd is op open source en crowdsourcing is Wikiwijs toegespitst op open source en een beroepsgroep en anders dan bij OpenCourseWare worden de vrije leermiddelen niet ontwikkeld voor het publiek, maar als lesmateriaal voor op scholen waarbij meer invloed vanuit het vak/docent en een kostenreductie van het lesmateriaal centraal staan.

## Licentie
De leermiddelen in de Wikiwijs-database zijn beschikbaar onder de Creative Commons Naamsvermelding-licentie en de Creative Commons Naamsvermelding-GelijkDelen-licentie. Daardoor kan het een invulling zijn voor vrije schoolboeken.